# Георг фон Мекленбург
Георг фон Мекленбург (на немски: Georg von Mecklenburg; * 23 февруари 1528; † 20 юли 1552, Франкфурт на Майн) е херцог на Мекленбург-Гюстров.

## Живот
Той е третият син на херцог Албрехт VII фон Мекленбург (1486 – 1547) и съпругата му Анна фон Бранденбург (1507 – 1567), дъщеря на курфюрст Йоахим I фон Бранденбург (1484 – 1535) и Елизабет Датска (1485–1555).
От 1537 г. Георг е възпитаван в двора на леля му херцогиня Елизабет фон Бранденбург (1510 – 1558) заедно с нейния син Ерих II Млади (1528 – 1584), и с него през 1546 г. се включва в помощната войска, която Мориц от Саксония закарва на император Карл V. Георг участва с Мориц при обсадата на град Магдебург (от 16 септември 1550 до 9 ноември 1551). Още през 1550 г. той е пленен от магдебургците и е освободен едва след капитулацията на града.
Георг остава при Мориц, включва се през 1552 г. във въстанието на князете против император Карл V. Участва успешно в битките до сключването на мирния договор в Пасау (през август 1552 г.). На 17 юли 1552 г. той участва в обсадата на Франкфурт на Майн. На 20 юли канон отсича десния му крак и той умира същия ден на 23 години. Трупът му е погребан на 7 август в капелата Света кръв (Heiligen Bluts-Kapelle) в катедралата в Шверин и вътрешностите му в Ханау.